# Das Knochenband
Das Knochenband ist ein 2013 beim Verlag HarperCollins U.K. erschienener Kriminalroman von Stuart MacBride; der englische Originaltitel lautet Close to the Bone. Der Roman wurde von Andreas Jäger übersetzt und 2014 als deutsche Erstausgabe vom Goldmann Verlag veröffentlicht. Es ist der achte Roman der Logan McRae-Reihe.

## Inhalt

### Samstag
Zweieinhalb Jahre sind vergangen, seit Logan McRaes Wohnung in der Marischal Street in Aberdeen nach einer Brandstiftung ausgebrannt ist. Während seine Freundin Samantha seit dem Sturz aus der Wohnung immer noch im Krankenhaus liegt, wohnt Logan in ihrem Wohnwagen in einem kleinen Wohnwagenpark an der Mugiemoss Road, zwischen dem River Don und dem Grove Cemetery. Als er zum Tatort eines Verbrechens gerufen wird, tritt er vor der Tür des Wohnwagens auf drei kleine Knochen, die von einem roten Band zusammengehalten werden. Und obwohl dies nicht die ersten Knochen vor seinem Wohnwagen sind, schenkt er ihnen keine größere Beachtung und glaubt an einen Streich kleiner Kinder. Da Logan in Abwesenheit eines Kollegen vorübergehend zum Detective Inspector befördert wurde, hat er neben seiner Vorgesetzten DCI Steel mehrere Fälle am Hals. Er muss sich um administrative Dinge kümmern, die Arbeit der ihm unterstellten Detective Sergeants überwachen und die von der Northen Constabulary in den Highlands versetzte DS Lorna Chalmers einarbeiten. Neben dem Fall des Mordopfers, das mittels Necklacing hingerichtet wurde, ermittelt Logan wegen den vermissten jungen Erwachsenen Agnes Garfield und Anthony Chung. Zudem werden mehrere Asiaten mit zerstörten Kniegelenken in die Notaufnahme eingeliefert. Obwohl diese Form der „Bestrafung“ klar auf die Brüder Colin und Simon MacLeod hindeutet, fehlen vorerst die Beweise.

### Sonntag
Die Hinrichtung mittels Necklacing wird ausführlich in Witchfire, einem Bestseller aus Aberdeen, beschrieben. Bei den Dreharbeiten zur Verfilmung des Buches, die gerade in Aberdeen stattfinden, erfährt Logan, dass die vermisste Agnes Garfield ein großer Fan des Buches ist und als Praktikantin bei der Produktionsfirma gearbeitet hatte. Da Agnes jedoch wegen kleinsten Abweichungen von der Romanvorlage des Öfteren die Dreharbeiten und die Schauspieler störte, wurde sie nicht mehr weiterbeschäftigt. Zudem stellt sich heraus, dass die Beziehung zu ihrem Freund Anthony Chung schwierig ist, sie regelmäßig Neuroleptika einnehmen muss. Ihre Medikamente hat sie jedoch nicht mitgenommen, als sie ausgerissen ist.

### Montag
Nachdem Logan weitere Knochen vor seinem Wohnwagen findet, werden diese von einer forensischen Anthropologin als menschlich identifiziert. Daraufhin findet das Team der Spurensicherung ein fast komplettes weibliches Skelett auf dem Dach von Logans Freundin. Nachdem ein weiteres Mordopfer gefunden wird, das auch nach einer Beschreibung in Witchfire gefoltert und getötet wurde, konzentriert sich die Ermittlung auf Agnes Garfield. Vor allem, nachdem Anthony Chungs Vater die verstümmelte Leiche als die seines Sohnes identifiziert.

### Dienstag
Die Ermittlungen der Aberdeener Kriminalpolizei werden von der National Police Improvement Authority der Strathclyde Division unterstützt, zu der Logans Exfreundin Jackie Watson gehört. Seit seine Freundin Samantha im Krankenhaus liegt, hat Logan mit seiner inzwischen verheirateten Exfreundin einige Male im Jahr Gelegenheitssex. Es gelingt logan, die Herkunft der Knochen auf seinem Wohnwagen zu klären. Es handelt sich um die sterblichen Überreste einer Hexe, die Agnes Garfield vermutlich exhumiert hat, um sich die magischen Kräfte dieser Hexe zu eigen zu machen. Zudem fehlen auf einem anderen Friedhof die Knochen von Nicholas Alexander Balfour, einem Spiritisten und Medium aus dem späten 19. Jahrhundert.

### Mittwoch
Agnes Garfield, die sich selbst für Rowan, eine der Hauptfiguren aus Witchfire hält und Visionen über die Menschen ihrer Umgebung hat, beobachtet wie einem weiteren Asiaten die Kniegelenke mit einem Hammer kaputtgeschlagen werden. Nach einem Hinweis des Aberdeener Gangsterbosses Wee Hamish Mowat findet Logan heraus, dass diese Bestrafungen durch die MacLeod-Brüder in Auftrag gegeben wurden. Von deren Marihuanaplantagen wurden erhebliche Mengen hochwertiger Drogen gestohlen und deshalb ziehen sie ihre „Mitarbeiter“ zur Rechenschaft. Nachdem DS Chalmers nicht zum Dienst erschienen ist, findet Logan die gleiche Spur, der auch seine Kollegin gefolgt ist. Es gelingt ihm gemeinsam mit DS Sim und DS Rennie, Agnes und Anthony auf deren eigener Marihuanaplantage in einem verlassenen Bauernhof aufzuspüren. Sie können Agnes und Anthony überwältigen und DS Chalmers retten, kurz bevor Agnes sie in der Badewanne ertränken kann.

### Donnerstag
Es stellt sich heraus, dass Anthonys Vater eine der Marihuanaplantagen der MacLeod-Brüder betrieben hat. Anthony gibt Agnes anstatt ihrer Medikamente hochkonzentriertes Marihuana und macht sich ihren Zustand, in dem sie glaubt als Rowan aus dem Buch Witchfire für das Gute zu kämpfen, zunutze. Er lässt sie jeweils einen Mitarbeiter der anderen Plantagen der MacLeods so lange foltern, bis dieser ihnen alle nötigen Informationen über die Sicherheitsvorkehrungen der jeweiligen Plantage verrät. Daraufhin plündern sie mehrere Plantagen, was wiederum zu den von den MacLeods angeordneten Bestrafungsaktionen führt. Im Gefängnis gibt Agnes – befreit vom Einfluss Anthonys und des Marihuanas – alle Morde zu. Sie verneint jedoch jegliche Beteiligung am Mord an dem Kriegsveteranen Roy „Fusty“ Forman, dem Necklacingopfer. Eine DNS-Spur überführt daraufhin Morgan Mitchell, eine der Hauptdarstellerinnen von Witchfire. Diese hat Forman bei lebendigem Leib verbrannt, um sich auf die gleiche Szene vorzubereiten, die sie kurz darauf bei den Dreharbeiten zum Film nachstellen musste.
Im Laufe der Geschichte erfährt der Leser, dass Samantha seit ihrem Sturz aus Logans Wohnung vor über zwei Jahren im Koma liegt und künstlich beatmet und ernährt werden muss. Logans Gespräche mit ihr bei seinen täglichen Besuchen im Krankenhaus und bei unzähligen Telefonaten unter Tags waren nur Selbstgespräche.

## Allgemeines
Wie auch bei den meisten anderen seiner Bücher, hat Stuart MacBride auch in Das Knochenband mehrere Rollen „verkauft“. Peter und Emma Sim, April Logan und Ian Falconer „haben geholfen, einen ganzen Haufen Geld für gute Zwecke lockerzumachen“.